# Francisco Calvo
Artikeln följer den spanska namnseden; faderns efternamn är Calvo och moderns efternamn Quesada.
Francisco Javier Calvo Quesada, född 8 juli 1992 i San José, Costa Rica, är en costaricansk fotbollsspelare som spelar för Hatayspor och Costa Ricas landslag.

## Klubbkarriär
Den 7 juli 2022 värvades Calvo av turkiska Konyaspor, där han skrev på ett tvåårskontrakt. I januari 2024 värvades Calvo av mexikanska Juárez. I september 2024 skrev han på ett tvåårskontrakt med turkiska Hatayspor.

## Landslagskarriär
Calvo debuterade för Costa Ricas landslag den 2 juli 2011 i en match mot Colombia.